# Behindertentransportkraftwagen

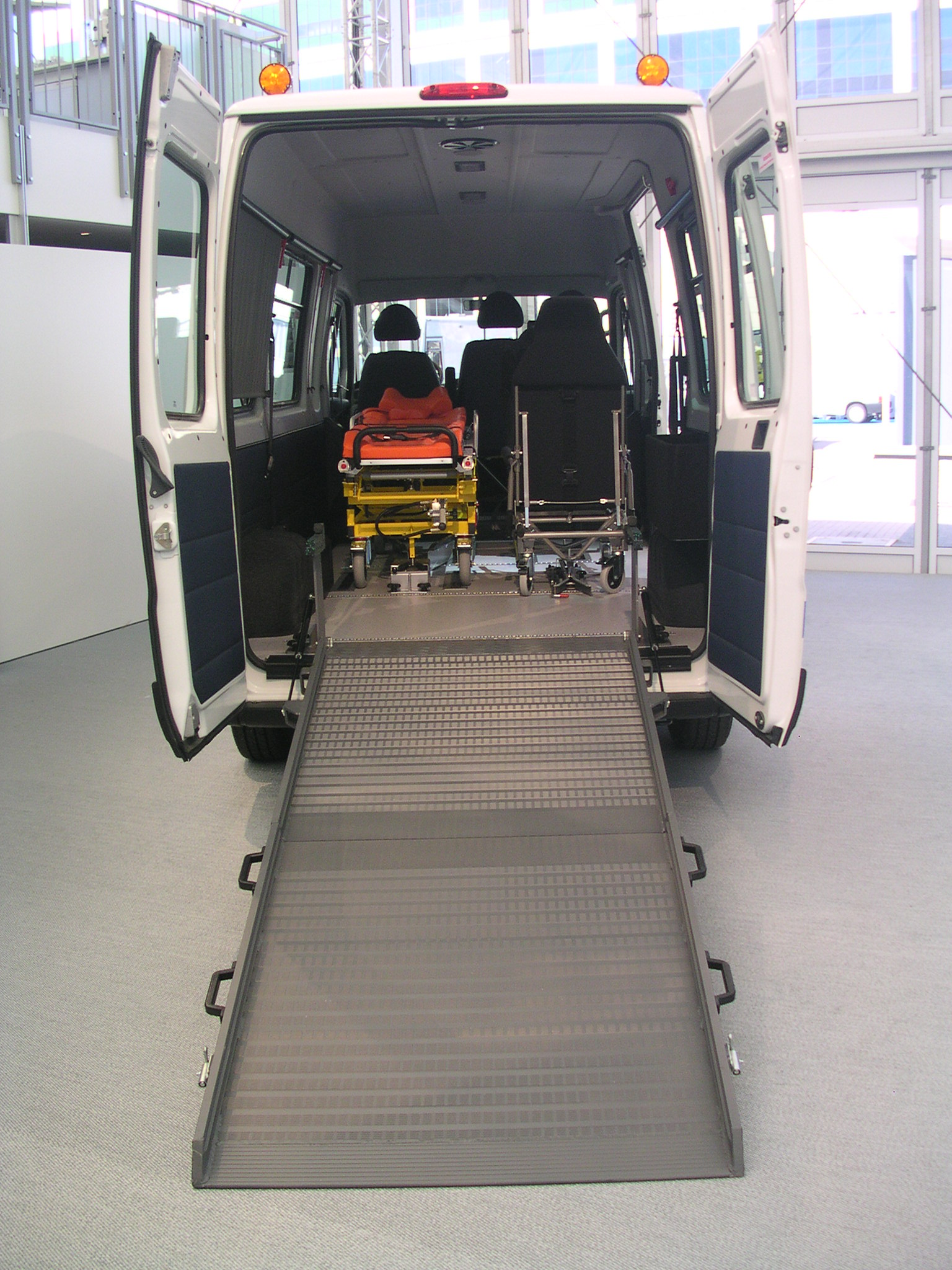
Transportfahrzeug mit Rollstuhlrampe

 Behindertentransportkraftwagen (BTW) sind Kraftfahrzeuge, die im Behindertenfahrdienst eingesetzt werden.

## Fahrzeugtypen

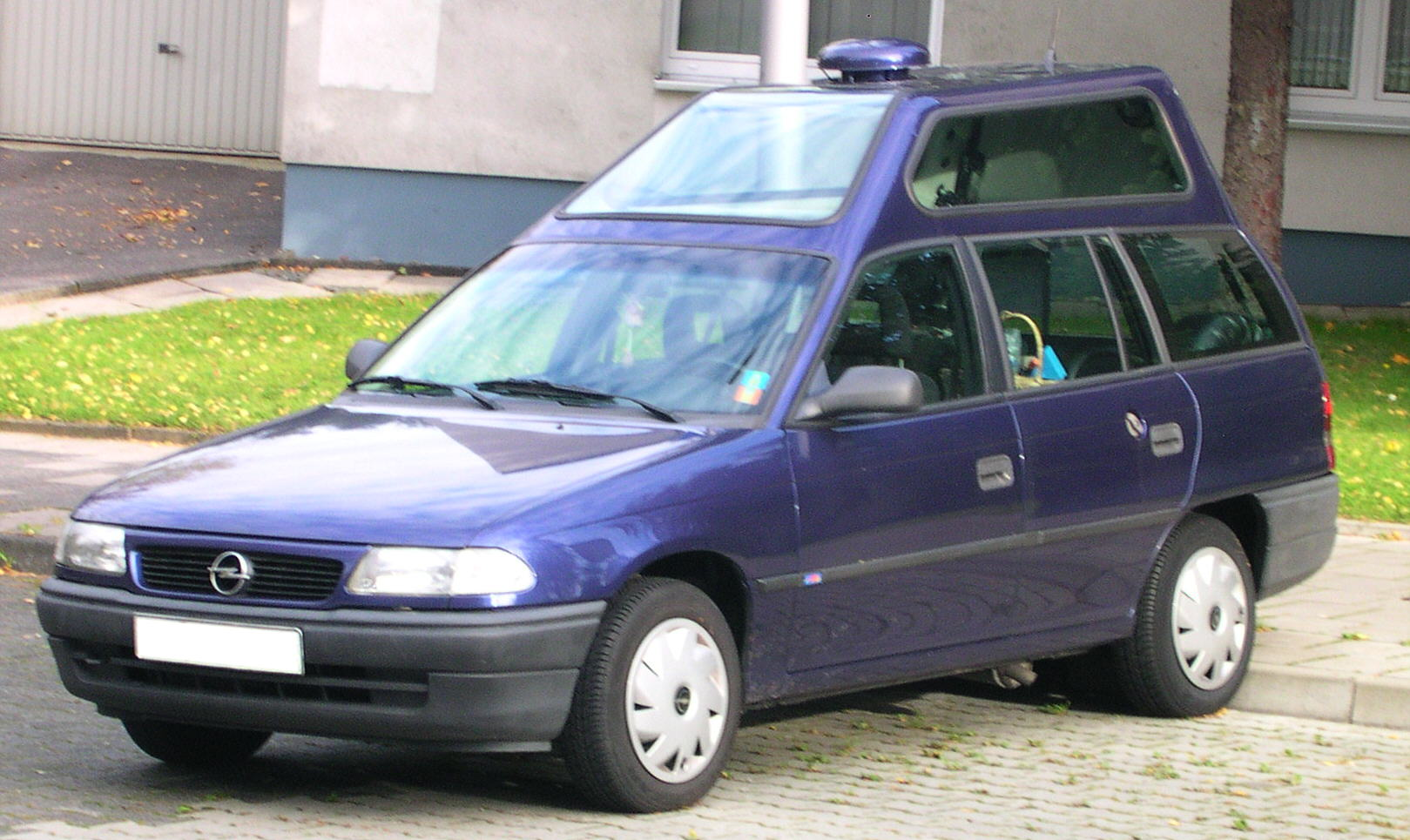
Für den Transport einer Person in einem Rollstuhl umgebauter Opel Astra

Für den Rollstuhltransport werden oft Kleinbusse verwendet, um genügend Platz für mehrere Personen sowie Personen im Rollstuhl zu haben. Für den Sitzendtransport können Personenkraftwagen oder Kleinbusse eingesetzt werden. Die Liegendtransporte werden – je nach Situation und Bedarf – durch Krankenwagen oder speziellen Fahrzeugen des Patientenfahrdienstes mit entsprechender Einrichtung ausgeführt.

## Einstiegs- und Sicherungseinrichtungen
Behindertentransportkraftwagen haben teilweise unterschiedliche Einrichtungen zur Aufnahme und Sicherung behinderter Personen.
Für den selbständigen Einstieg behinderter Personen können zur Erleichterung zusätzliche Trittstufen eingebaut sein. Für die Mitnahme von Personen im Rollstuhl können spezielle Auffahrrampen  oder Hebebühnen vom Fahrzeug mitgeführt werden oder daran montiert sein. Für die Sicherung von Personen mit geringer Sitzstabilität können auf allen Sitzen Sicherheitsgurte und  für Personen, die im Rollstuhl mitgenommen werden, spezielle Rollstuhlrückhaltesysteme eingebaut sein.
Die Rollstühle müssen für den Transport gesichert werden. Dafür gibt es spezielle Rollstuhlrückhaltesysteme. Am bekanntesten ist die Bodenbefestigung, bei der der Rollstuhl an seinem Kraftknoten an vier Punkten am Fahrzeugboden befestigt wird.
Andere Systeme arbeiten mit zusätzlich eingebauten festen Rücklehneneinsätzen für den Rollstuhl.

## Normen
- ISO 10542-1 Technische Systeme und Hilfsmittel für behinderte oder benachteiligte Menschen – Rollstuhlbefestigungs- und Insassenrückhaltesysteme – Teil 1: Anforderungen und Prüfmethoden für alle Systeme
- ISO 16840-3 Rollstuhlsitz – Teil 3: Bestimmung der statischen Belastbarkeit, der Belastung beim Aufprall und mit sich wiederholenden Belastungskräften für Haltungsunterstützungssysteme
- ISO 16840-4 Rollstuhlsitz – Teil 4: Sitzeinrichtungen zur Benutzung in Kraftfahrzeugen
- DIN 13248 Behinderten-Transport-Kraftwagen, Spezial-Behinderten-Sitz (1995-09 ersatzlos zurückgezogen)
- DIN 13249 Behindertengerechte Personenkraftwagen, Anforderungen (zurückgezogen)
- DIN 32983 Fahrzeuggebundene Hubeinrichtungen für Rollstuhlbenutzer und andere mobilitätsbehinderte Personen – Zusätzliche sicherheitstechnische Anforderungen und Prüfung
- DIN 32985 Fahrzeuggebundene Rampen für Rollstuhlbenutzer und andere mobilitätsbehinderte Personen – Sicherheitstechnische Anforderungen und Prüfung
- DIN 70010 Systematik der Straßenfahrzeuge – Begriffe für Kraftfahrzeuge, Fahrzeugkombinationen und Anhängefahr
- DIN 70020-1 Straßenfahrzeuge, Personenkraftwagen, Begriffe von Abmessungen (zurückgezogen)
- DIN 75078-1 Kraftfahrzeuge zur Beförderung von Personen mit eingeschränkter Mobilität, Begriffe, Anforderungen, Prüfung
- DIN 75078-2 Behindertentransportkraftwagen (BTW), Rückhaltesysteme, Begriffe, Anforderungen, Prüfung